# Louis Maurin

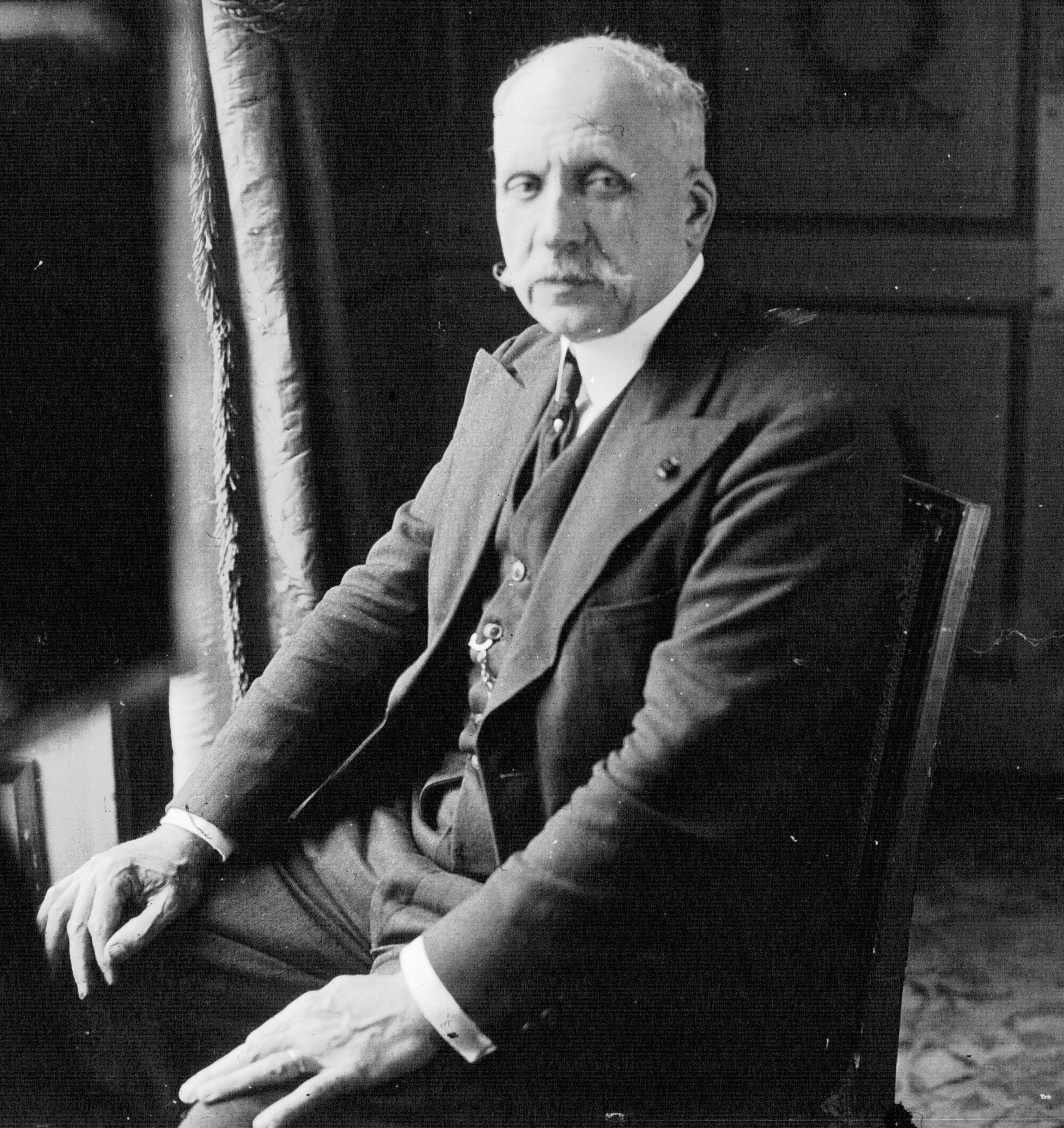
Louis Maurin

Louis Maurin (Cherbourg-Octeville, 5 januari 1869 - Parijs, 1956) was een Frans generaal en politicus.
Maurin was een ingenieur en officier (generaal) bij de artillerie. Hij hield er behoudende opvattingen op na en als minister van Oorlog (1934-1935, 1936) vond hij dat de Maginotlinie (Ligne Maginot) voldoende defensie bood.

## Minister
- Minister van Oorlog (8 november 1934 - 7 juni 1935, 24 januari - 4 juni 1936)

- Bibliothèque nationale de France: cb11315569k (data)
- Gemeinsame Normdatei: 1232822647
- International Standard Name Identifier: 0000 0001 4017 3932
- Base Léonore: 19800035/226/29781
- Istituto Centrale per il Catalogo Unico: SBNV098737
- Système universitaire de documentation: 154290300
- Virtual International Authority File: 193200475
- WorldCat: E39PBJc3PbdRwg6Wh9vXMQwDMP